# Wayne Wong (Freestyle-Skier)
Wayne Wong (* 17. Oktober 1950 in Vancouver, British Columbia) ist ein ehemaliger kanadischer Freestyle-Skier chinesischer Herkunft. Er war vor der Umwandlung in einen Amateursport einer der erfolgreichsten „Hot Dogger“ der Welt und hatte großen Einfluss auf die Entwicklung der klassischen Freestyle-Disziplinen Ballett und Buckelpiste.

## Biografie

### Freestyle-Skiing
Wayne Wong wuchs als Sohn chinesischer Einwanderer in Vancouver auf. Das Skifahren erlernte er im vergleichsweise hohen Alter von elf Jahren auf dem Mount Seymour. Er versuchte sich als Skirennläufer, sah darin aber keine Zukunft für sich. Weil er sich die Preise für die Liftkarte sparen wollte, absolvierte er im Alter von 16 Jahren eine Ausbildung zum Skilehrer auf seinem Hausberg. Zusammen mit gleichgesinnten Skilehrern gründete er den Mount Seymour Hot Dog Club, der anfangs vor allem durch schnelle Abfahrten über Buckelpisten und kleine Kicker auf sich aufmerksam machte. Inspiriert durch die Skifilme von Art Furrer begann Wong bald, eigene Tricks zu entwickeln.
Durch eine Anzeige in der Zeitschrift Skiing wurde er auf die ersten National Exhibition Skiing Championships 1971 in Waterville Valley, New Hampshire, aufmerksam. Um ihm die Anreise an die US-Ostküste und die Teilnahme an diesem ersten professionellen Freestyle-Wettkampf zu ermöglichen, sammelten seine Universität und Mitstudierende insgesamt 200 US-Dollar. Wong nutzte den letzten von drei Läufen, um die Jury zu überzeugen, und gewann als Dritter ein Preisgeld von 1000 Dollar. Für den nächsten Winter übersiedelte er nach Waterville, wo er Kindern und Jugendlichen Skiunterricht gab. Bei den Exhibition Championships, die erstmals über einen mehrwöchigen Zeitraum an drei verschiedenen Orten ausgetragen wurden, dominierte er die Disziplin „Stunt & Ballet“ und gewann alle drei Wettkämpfe. In den Disziplinen „Freestyle“ und Kombination belegte er mehrere Podestplätze. Aufgrund dieser Erfolge wurde er von Skiing zum ersten „Hot Dogger“ des Jahres gekürt.
1973 feierte er in Waterville und Sun Valley zwei weitere Siege in seiner Paradedisziplin und entschied außerdem den ersten Freestyle-Europacup in Deutschland für sich. Ein Jahr später gewann er als Hauptpreis für seinen Kombinationssieg im Rahmen der Rocky Mountain Championships in Jackson Hole einen Chevy Nova. 1976 beendete Wayne Wong nach dem Gewinn der Japan Freestyle International Championships seine Profikarriere und begründete diesen Schritt mit der zunehmenden Reglementierung der Wettbewerbe: „It felt like the free feeling was disappearing from freestyle“ (Es fühlte sich an, als würde das freie Gefühl aus dem Freestyle verschwinden).

### Weitere Karriere
Wong begann nach dem Schulabschluss ein Psychologiestudium am Vancouver City College, das er jedoch zugunsten seiner sportlichen Laufbahn abbrach. Nach dem Karriereende arbeitete er weiterhin als Skilehrer. Er gab jährliche Freestyle-Kurse in Whistler-Blackcomb und später unter dem Motto Learn Right from Wong in seiner neuen Heimat USA.
Daneben trat er in Skifilmen von Dick Barrymore, Joe Jay Jalbert und Warren Miller sowie in Akrobatik-Shows, etwa 1976 bei der Daily Mail Ski Show in London, auf. Zwischen 1984 und 1987 gewann er gemeinsam mit Saku Kakisaka viermal hintereinander die Powder 8 Championships in den Cariboo Mountains, bei denen das Ziel ist, möglichst synchron figürliche Achten in einen Tiefschneehang zu fahren. Später nahm Wong noch vereinzelt an Profiwettkämpfen teil, etwa 1994 an den ersten World Technical Skiing Championships in Blackcomb. In Alpine Meadows organisierte er eine Zeitlang seine eigenen Hotdog Skiing Festival and Championships. Abseits der Skipiste war er als Marketingberater für den Sportartikelhersteller Asics und in der Skientwicklung für Anton Dynamics tätig.
Wong ist seit 1981 verheiratet und lebt mit seiner Frau Karen in Reno, Nevada. Das Paar hat zwei gemeinsame Töchter. Seit 1986 engagiert sich Wong im Kampf gegen Mukoviszidose und konnte bis 2016 mit der Organisation von Wohltätigkeits-Skiveranstaltungen 34 Millionen Dollar für die Forschung sammeln.

## Stil und Rezeption
Wayne Wong gilt als Freestyle-Pionier und wurde sowohl in die kanadische als auch in die US-amerikanische Ski Hall of Fame aufgenommen. Die Zeitschriften Ski, Skiing und Powder nahmen ihn um die Jahrtausendwende jeweils in ihre Listen der größten und einflussreichsten Skisportler aller Zeiten auf. Er erfand oder perfektionierte zahlreiche Tricks, die in den 1970er Jahren oder darüber hinaus zum Standardrepertoire des Sports wurden, darunter Killer Kick, Outrigger, Pole Roll, Reuel Christie, Slow-Dog Noodle, Wong Banger, Wongmill und Worm Roll. Viele davon entstanden wie der nach ihm benannte Wong Banger eher zufällig:

“I was skiing down and hit this wall of snow and my ski tips stuck into the mound. As I was thrown forward, I instinctively put my poles out in front of me, vaulted over them and landed back on my feet. At the time, we liked to drink Harvey Wallbangers. Since I had just hit a wall of snow, the trick – a somersault using ski poles – became known as the Wong Banger.”

„Ich fuhr (den Hang) hinunter, prallte auf dieses Hindernis aus Schnee und meine Skispitzen blieben darin stecken. Als es mich vorwärts warf, hielt ich instinktiv meine Stöcke vor mich, schwang mich über sie und landete wieder auf meinen Füßen. Zu dieser Zeit tranken wir gern Harvey Wallbangers. Nachdem ich gerade auf eine Wand (engl. wall, Anm.) aus Schnee geprallt war, wurde der Trick – ein Salto mithilfe der Skistöcke – als der Wong Banger bekannt.“

Wong verstand sich mehr als Entertainer denn als Leistungssportler, der den bis zu 10.000 Zuschauern pro Veranstaltung zeigen wollte, was auf Skiern alles möglich war. Er gab zu, abgesehen vom sommerlichen Radfahren, wenig zu trainieren und soll damit seinen Schüler Greg LeMond zu dessen Radsportkarriere ermutigt haben. Mit seinen langen schwarzen Haaren und weißer verspiegelter Sonnenbrille wurde er dank der Mithilfe von Skiing-Chefredakteur Doug Pfeiffer zum „Poster-Boy“ der frühen Szene. Er zierte Plakate seiner Ausrüster K2 und Salomon mit Slogans wie Ski the Wong Way und drehte einen Werbespot für Pepsi. 1976 warb er für den Dodge Aspen R/T, indem er auf Skiern über einen solchen sprang.

## Erfolge

### Freestyle-Skiing
- 1971: 3. Platz National Exhibition Skiing Championships
- 1972: 1. Platz National Exhibition Skiing Championships (Eastern Championships) Stunt & Ballet
- 1972: 2. Platz National Exhibition Skiing Championships (Eastern Championships) Final Combined
- 1972: 1. Platz National Exhibition Skiing Championships (Western Championships) Stunt & Ballet
- 1972: 3. Platz National Exhibition Skiing Championships (Western Championships) Freestyle
- 1972: 3. Platz National Exhibition Skiing Championships (Western Championships) Final Combined
- 1972: 1. Platz National Exhibition Skiing Championships (National Championships) Stunt & Ballet
- 1972: 3. Platz National Exhibition Skiing Championships (National Championships) Freestyle
- 1972: 2. Platz National Exhibition Skiing Championships (National Championships) Final Combined[2]
- 1973: 1. Platz National Freestyle Skiing Championships (Eastern Championships) Stunt & Ballet
- 1973: 2. Platz National Freestyle Skiing Championships (Eastern Championships) Mogul/Freestyle
- 1973: 2. Platz National Freestyle Skiing Championships (Rocky Mountain Championships) Stunt & Ballet
- 1973: 1. Platz National Freestyle Skiing Championships (National Championships) Stunt & Ballet
- 1973: 2. Platz National Freestyle Skiing Championships (National Championships) Combined[3]
- 1973: 1. Platz Freestyle-Europacup
- 1974: 3. Platz National Freestyle Skiing Championships (Eastern Championships) Stunt & Ballet
- 1974: 3. Platz National Freestyle Skiing Championships (Western Championships) Combined
- 1974: 1. Platz National Freestyle Skiing Championships (Rocky Mountain Championships) Combined[5]
- 1976: 1. Platz Japan International Freestyle Skiing Championships

### Tiefschneefahren
- 1984: 1. Platz Powder 8 Championships (mit Saku Kakisaka)
- 1985: 1. Platz Powder 8 Championships (mit Saku Kakisaka)
- 1986: 1. Platz Powder 8 Championships (mit Saku Kakisaka)
- 1987: 1. Platz Powder 8 Championships (mit Saku Kakisaka)

## Auszeichnungen
- 1972: Hot Dogger (Freestyle Skier) of the Year (Skiing)
- 2004: Guardian Angel Award der Cystic Fibrosis Foundation
- 2008: Frances William Preston Award des Vanderbilt-Ingram Cancer Research Center
- 2009: Aufnahme in die Canadian Ski Hall of Fame
- 2012: Aufnahme in die U.S. Ski and Snowboard Hall of Fame